# 雀仔園坊
| 所在堂區 | 大堂區                                                                            |
| 區內街道 | - 公局市前地 - 公局市場巷 - 水榕樹巷 - 高冠街 - 白灰街 - 愕街 - 臘八街 - 魯子高街 |
| 橫越街道 | - 羅憲新街 - 柯高街 - 馬大臣街 - 崗陵街 - 東望洋新街                              |
| 外圍街道 | - 水坑尾街 - 得勝街 - 愕斜巷                                                      |

| 北 ↑                                                                              |
| ■ 花地瑪堂區 ■ 聖安多尼堂區 ■ 望德堂區 ■ 風順堂區 ■ 大堂區 ■ 氹仔 ■ 路氹城 ■ 路環 |

| 行車道 行人道 隧道# 水體         | 綠化區 海洋 — 海岸線 |
| 建築物/地點 建築物/地點 (附名字) |                      |
| 本街區範圍#                      |                      |

| #：以半透明顯示 |

| 行車道 行人道 隧道# 水體         | 綠化區 海洋 — 海岸線 |
| 建築物/地點 建築物/地點 (附名字) |                      |
| 本街區範圍#                      |                      |

| #：以半透明顯示 |

| 北 ↑                                                                              |
| ■ 花地瑪堂區 ■ 聖安多尼堂區 ■ 望德堂區 ■ 風順堂區 ■ 大堂區 ■ 氹仔 ■ 路氹城 ■ 路環 |

| 行車道 行人道 隧道# 水體         | 綠化區 海洋 — 海岸線 |
| 建築物/地點 建築物/地點 (附名字) |                      |
| 本街區範圍#                      |                      |

| #：以半透明顯示 |

| 行車道 行人道 隧道# 水體         | 綠化區 海洋 — 海岸線 |
| 建築物/地點 建築物/地點 (附名字) |                      |
| 本街區範圍#                      |                      |

| #：以半透明顯示 |

| 北 ↑                                                                              |
| ■ 花地瑪堂區 ■ 聖安多尼堂區 ■ 望德堂區 ■ 風順堂區 ■ 大堂區 ■ 氹仔 ■ 路氹城 ■ 路環 |

| 行車道 行人道 隧道# 水體         | 綠化區 海洋 — 海岸線 |
| 建築物/地點 建築物/地點 (附名字) |                      |
| 本街區範圍#                      |                      |

| #：以半透明顯示 |

| 行車道 行人道 隧道# 水體         | 綠化區 海洋 — 海岸線 |
| 建築物/地點 建築物/地點 (附名字) |                      |
| 本街區範圍#                      |                      |

| #：以半透明顯示 |

| 北 ↑                                                                              |
| ■ 花地瑪堂區 ■ 聖安多尼堂區 ■ 望德堂區 ■ 風順堂區 ■ 大堂區 ■ 氹仔 ■ 路氹城 ■ 路環 |

| 行車道 行人道 隧道# 水體         | 綠化區 海洋 — 海岸線 |
| 建築物/地點 建築物/地點 (附名字) |                      |
| 本街區範圍#                      |                      |

| #：以半透明顯示 |

| 行車道 行人道 隧道# 水體         | 綠化區 海洋 — 海岸線 |
| 建築物/地點 建築物/地點 (附名字) |                      |
| 本街區範圍#                      |                      |

| #：以半透明顯示 |

| 北 ↑                                                                              |
| ■ 花地瑪堂區 ■ 聖安多尼堂區 ■ 望德堂區 ■ 風順堂區 ■ 大堂區 ■ 氹仔 ■ 路氹城 ■ 路環 |

| 行車道 行人道 隧道# 水體         | 綠化區 海洋 — 海岸線 |
| 建築物/地點 建築物/地點 (附名字) |                      |
| 本街區範圍#                      |                      |

| #：以半透明顯示 |

| 行車道 行人道 隧道# 水體         | 綠化區 海洋 — 海岸線 |
| 建築物/地點 建築物/地點 (附名字) |                      |
| 本街區範圍#                      |                      |

| #：以半透明顯示 |

| 北 ↑                                                                              |
| ■ 花地瑪堂區 ■ 聖安多尼堂區 ■ 望德堂區 ■ 風順堂區 ■ 大堂區 ■ 氹仔 ■ 路氹城 ■ 路環 |

| 行車道 行人道 隧道# 水體         | 綠化區 海洋 — 海岸線 |
| 建築物/地點 建築物/地點 (附名字) |                      |
| 本街區範圍#                      |                      |

| #：以半透明顯示 |

| 行車道 行人道 隧道# 水體         | 綠化區 海洋 — 海岸線 |
| 建築物/地點 建築物/地點 (附名字) |                      |
| 本街區範圍#                      |                      |

| #：以半透明顯示 |

| 北 ↑                                                                              |
| ■ 花地瑪堂區 ■ 聖安多尼堂區 ■ 望德堂區 ■ 風順堂區 ■ 大堂區 ■ 氹仔 ■ 路氹城 ■ 路環 |

| 行車道 行人道 隧道# 水體         | 綠化區 海洋 — 海岸線 |
| 建築物/地點 建築物/地點 (附名字) |                      |
| 本街區範圍#                      |                      |

| #：以半透明顯示 |

| 行車道 行人道 隧道# 水體         | 綠化區 海洋 — 海岸線 |
| 建築物/地點 建築物/地點 (附名字) |                      |
| 本街區範圍#                      |                      |

| #：以半透明顯示 |

| 北 ↑                                                                              |
| ■ 花地瑪堂區 ■ 聖安多尼堂區 ■ 望德堂區 ■ 風順堂區 ■ 大堂區 ■ 氹仔 ■ 路氹城 ■ 路環 |

| 行車道 行人道 隧道# 水體         | 綠化區 海洋 — 海岸線 |
| 建築物/地點 建築物/地點 (附名字) |                      |
| 本街區範圍#                      |                      |

| #：以半透明顯示 |

| 行車道 行人道 隧道# 水體         | 綠化區 海洋 — 海岸線 |
| 建築物/地點 建築物/地點 (附名字) |                      |
| 本街區範圍#                      |                      |

| #：以半透明顯示 |

| 北 ↑                                                                              |
| ■ 花地瑪堂區 ■ 聖安多尼堂區 ■ 望德堂區 ■ 風順堂區 ■ 大堂區 ■ 氹仔 ■ 路氹城 ■ 路環 |

| 行車道 行人道 隧道# 水體         | 綠化區 海洋 — 海岸線 |
| 建築物/地點 建築物/地點 (附名字) |                      |
| 本街區範圍#                      |                      |

| #：以半透明顯示 |

| 行車道 行人道 隧道# 水體         | 綠化區 海洋 — 海岸線 |
| 建築物/地點 建築物/地點 (附名字) |                      |
| 本街區範圍#                      |                      |

| #：以半透明顯示 |

| 北 ↑                                                                              |
| ■ 花地瑪堂區 ■ 聖安多尼堂區 ■ 望德堂區 ■ 風順堂區 ■ 大堂區 ■ 氹仔 ■ 路氹城 ■ 路環 |

| 行車道 行人道 隧道# 水體         | 綠化區 海洋 — 海岸線 |
| 建築物/地點 建築物/地點 (附名字) |                      |
| 本街區範圍#                      |                      |

| #：以半透明顯示 |

| 行車道 行人道 隧道# 水體         | 綠化區 海洋 — 海岸線 |
| 建築物/地點 建築物/地點 (附名字) |                      |
| 本街區範圍#                      |                      |

| #：以半透明顯示 |

| 北 ↑                                                                              |
| ■ 花地瑪堂區 ■ 聖安多尼堂區 ■ 望德堂區 ■ 風順堂區 ■ 大堂區 ■ 氹仔 ■ 路氹城 ■ 路環 |

| 行車道 行人道 隧道# 水體         | 綠化區 海洋 — 海岸線 |
| 建築物/地點 建築物/地點 (附名字) |                      |
| 本街區範圍#                      |                      |

| #：以半透明顯示 |

| 行車道 行人道 隧道# 水體         | 綠化區 海洋 — 海岸線 |
| 建築物/地點 建築物/地點 (附名字) |                      |
| 本街區範圍#                      |                      |

| #：以半透明顯示 |

| 北 ↑                                                                              |
| ■ 花地瑪堂區 ■ 聖安多尼堂區 ■ 望德堂區 ■ 風順堂區 ■ 大堂區 ■ 氹仔 ■ 路氹城 ■ 路環 |

| 行車道 行人道 隧道# 水體         | 綠化區 海洋 — 海岸線 |
| 建築物/地點 建築物/地點 (附名字) |                      |
| 本街區範圍#                      |                      |

| #：以半透明顯示 |

| 行車道 行人道 隧道# 水體         | 綠化區 海洋 — 海岸線 |
| 建築物/地點 建築物/地點 (附名字) |                      |
| 本街區範圍#                      |                      |

| #：以半透明顯示 |

| 北 ↑                                                                              |
| ■ 花地瑪堂區 ■ 聖安多尼堂區 ■ 望德堂區 ■ 風順堂區 ■ 大堂區 ■ 氹仔 ■ 路氹城 ■ 路環 |

| 行車道 行人道 隧道# 水體         | 綠化區 海洋 — 海岸線 |
| 建築物/地點 建築物/地點 (附名字) |                      |
| 本街區範圍#                      |                      |

| #：以半透明顯示 |

| 行車道 行人道 隧道# 水體         | 綠化區 海洋 — 海岸線 |
| 建築物/地點 建築物/地點 (附名字) |                      |
| 本街區範圍#                      |                      |

| #：以半透明顯示 |

| 北 ↑                                                                              |
| ■ 花地瑪堂區 ■ 聖安多尼堂區 ■ 望德堂區 ■ 風順堂區 ■ 大堂區 ■ 氹仔 ■ 路氹城 ■ 路環 |

| 行車道 行人道 隧道# 水體         | 綠化區 海洋 — 海岸線 |
| 建築物/地點 建築物/地點 (附名字) |                      |
| 本街區範圍#                      |                      |

| #：以半透明顯示 |

| 行車道 行人道 隧道# 水體         | 綠化區 海洋 — 海岸線 |
| 建築物/地點 建築物/地點 (附名字) |                      |
| 本街區範圍#                      |                      |

| #：以半透明顯示 |

| 北 ↑                                                                              |
| ■ 花地瑪堂區 ■ 聖安多尼堂區 ■ 望德堂區 ■ 風順堂區 ■ 大堂區 ■ 氹仔 ■ 路氹城 ■ 路環 |

| 行車道 行人道 隧道# 水體         | 綠化區 海洋 — 海岸線 |
| 建築物/地點 建築物/地點 (附名字) |                      |
| 本街區範圍#                      |                      |

| #：以半透明顯示 |

| 行車道 行人道 隧道# 水體         | 綠化區 海洋 — 海岸線 |
| 建築物/地點 建築物/地點 (附名字) |                      |
| 本街區範圍#                      |                      |

| #：以半透明顯示 |

| 北 ↑                                                                              |
| ■ 花地瑪堂區 ■ 聖安多尼堂區 ■ 望德堂區 ■ 風順堂區 ■ 大堂區 ■ 氹仔 ■ 路氹城 ■ 路環 |

| 行車道 行人道 隧道# 水體         | 綠化區 海洋 — 海岸線 |
| 建築物/地點 建築物/地點 (附名字) |                      |
| 本街區範圍#                      |                      |

| #：以半透明顯示 |

| 行車道 行人道 隧道# 水體         | 綠化區 海洋 — 海岸線 |
| 建築物/地點 建築物/地點 (附名字) |                      |
| 本街區範圍#                      |                      |

| #：以半透明顯示 |

| 所在堂區 | 大堂區                                                                            |
| 區內街道 | - 公局市前地 - 公局市場巷 - 水榕樹巷 - 高冠街 - 白灰街 - 愕街 - 臘八街 - 魯子高街 |
| 橫越街道 | - 羅憲新街 - 柯高街 - 馬大臣街 - 崗陵街 - 東望洋新街                              |
| 外圍街道 | - 水坑尾街 - 得勝街 - 愕斜巷                                                      |

| 北 ↑                                                                              |
| ■ 花地瑪堂區 ■ 聖安多尼堂區 ■ 望德堂區 ■ 風順堂區 ■ 大堂區 ■ 氹仔 ■ 路氹城 ■ 路環 |

| 行車道 行人道 隧道# 水體         | 綠化區 海洋 — 海岸線 |
| 建築物/地點 建築物/地點 (附名字) |                      |
| 本街區範圍#                      |                      |

| #：以半透明顯示 |

| 行車道 行人道 隧道# 水體         | 綠化區 海洋 — 海岸線 |
| 建築物/地點 建築物/地點 (附名字) |                      |
| 本街區範圍#                      |                      |

| #：以半透明顯示 |

| 北 ↑                                                                              |
| ■ 花地瑪堂區 ■ 聖安多尼堂區 ■ 望德堂區 ■ 風順堂區 ■ 大堂區 ■ 氹仔 ■ 路氹城 ■ 路環 |

| 行車道 行人道 隧道# 水體         | 綠化區 海洋 — 海岸線 |
| 建築物/地點 建築物/地點 (附名字) |                      |
| 本街區範圍#                      |                      |

| #：以半透明顯示 |

| 行車道 行人道 隧道# 水體         | 綠化區 海洋 — 海岸線 |
| 建築物/地點 建築物/地點 (附名字) |                      |
| 本街區範圍#                      |                      |

| #：以半透明顯示 |

| 北 ↑                                                                              |
| ■ 花地瑪堂區 ■ 聖安多尼堂區 ■ 望德堂區 ■ 風順堂區 ■ 大堂區 ■ 氹仔 ■ 路氹城 ■ 路環 |

| 行車道 行人道 隧道# 水體         | 綠化區 海洋 — 海岸線 |
| 建築物/地點 建築物/地點 (附名字) |                      |
| 本街區範圍#                      |                      |

| #：以半透明顯示 |

| 行車道 行人道 隧道# 水體         | 綠化區 海洋 — 海岸線 |
| 建築物/地點 建築物/地點 (附名字) |                      |
| 本街區範圍#                      |                      |

| #：以半透明顯示 |

| 北 ↑                                                                              |
| ■ 花地瑪堂區 ■ 聖安多尼堂區 ■ 望德堂區 ■ 風順堂區 ■ 大堂區 ■ 氹仔 ■ 路氹城 ■ 路環 |

| 行車道 行人道 隧道# 水體         | 綠化區 海洋 — 海岸線 |
| 建築物/地點 建築物/地點 (附名字) |                      |
| 本街區範圍#                      |                      |

| #：以半透明顯示 |

| 行車道 行人道 隧道# 水體         | 綠化區 海洋 — 海岸線 |
| 建築物/地點 建築物/地點 (附名字) |                      |
| 本街區範圍#                      |                      |

| #：以半透明顯示 |

| 北 ↑                                                                              |
| ■ 花地瑪堂區 ■ 聖安多尼堂區 ■ 望德堂區 ■ 風順堂區 ■ 大堂區 ■ 氹仔 ■ 路氹城 ■ 路環 |

| 行車道 行人道 隧道# 水體         | 綠化區 海洋 — 海岸線 |
| 建築物/地點 建築物/地點 (附名字) |                      |
| 本街區範圍#                      |                      |

| #：以半透明顯示 |

| 行車道 行人道 隧道# 水體         | 綠化區 海洋 — 海岸線 |
| 建築物/地點 建築物/地點 (附名字) |                      |
| 本街區範圍#                      |                      |

| #：以半透明顯示 |

| 北 ↑                                                                              |
| ■ 花地瑪堂區 ■ 聖安多尼堂區 ■ 望德堂區 ■ 風順堂區 ■ 大堂區 ■ 氹仔 ■ 路氹城 ■ 路環 |

| 行車道 行人道 隧道# 水體         | 綠化區 海洋 — 海岸線 |
| 建築物/地點 建築物/地點 (附名字) |                      |
| 本街區範圍#                      |                      |

| #：以半透明顯示 |

| 行車道 行人道 隧道# 水體         | 綠化區 海洋 — 海岸線 |
| 建築物/地點 建築物/地點 (附名字) |                      |
| 本街區範圍#                      |                      |

| #：以半透明顯示 |

| 北 ↑                                                                              |
| ■ 花地瑪堂區 ■ 聖安多尼堂區 ■ 望德堂區 ■ 風順堂區 ■ 大堂區 ■ 氹仔 ■ 路氹城 ■ 路環 |

| 行車道 行人道 隧道# 水體         | 綠化區 海洋 — 海岸線 |
| 建築物/地點 建築物/地點 (附名字) |                      |
| 本街區範圍#                      |                      |

| #：以半透明顯示 |

| 行車道 行人道 隧道# 水體         | 綠化區 海洋 — 海岸線 |
| 建築物/地點 建築物/地點 (附名字) |                      |
| 本街區範圍#                      |                      |

| #：以半透明顯示 |

| 北 ↑                                                                              |
| ■ 花地瑪堂區 ■ 聖安多尼堂區 ■ 望德堂區 ■ 風順堂區 ■ 大堂區 ■ 氹仔 ■ 路氹城 ■ 路環 |

| 行車道 行人道 隧道# 水體         | 綠化區 海洋 — 海岸線 |
| 建築物/地點 建築物/地點 (附名字) |                      |
| 本街區範圍#                      |                      |

| #：以半透明顯示 |

| 行車道 行人道 隧道# 水體         | 綠化區 海洋 — 海岸線 |
| 建築物/地點 建築物/地點 (附名字) |                      |
| 本街區範圍#                      |                      |

| #：以半透明顯示 |

| 北 ↑                                                                              |
| ■ 花地瑪堂區 ■ 聖安多尼堂區 ■ 望德堂區 ■ 風順堂區 ■ 大堂區 ■ 氹仔 ■ 路氹城 ■ 路環 |

| 行車道 行人道 隧道# 水體         | 綠化區 海洋 — 海岸線 |
| 建築物/地點 建築物/地點 (附名字) |                      |
| 本街區範圍#                      |                      |

| #：以半透明顯示 |

| 行車道 行人道 隧道# 水體         | 綠化區 海洋 — 海岸線 |
| 建築物/地點 建築物/地點 (附名字) |                      |
| 本街區範圍#                      |                      |

| #：以半透明顯示 |

| 北 ↑                                                                              |
| ■ 花地瑪堂區 ■ 聖安多尼堂區 ■ 望德堂區 ■ 風順堂區 ■ 大堂區 ■ 氹仔 ■ 路氹城 ■ 路環 |

| 行車道 行人道 隧道# 水體         | 綠化區 海洋 — 海岸線 |
| 建築物/地點 建築物/地點 (附名字) |                      |
| 本街區範圍#                      |                      |

| #：以半透明顯示 |

| 行車道 行人道 隧道# 水體         | 綠化區 海洋 — 海岸線 |
| 建築物/地點 建築物/地點 (附名字) |                      |
| 本街區範圍#                      |                      |

| #：以半透明顯示 |

| 北 ↑                                                                              |
| ■ 花地瑪堂區 ■ 聖安多尼堂區 ■ 望德堂區 ■ 風順堂區 ■ 大堂區 ■ 氹仔 ■ 路氹城 ■ 路環 |

| 行車道 行人道 隧道# 水體         | 綠化區 海洋 — 海岸線 |
| 建築物/地點 建築物/地點 (附名字) |                      |
| 本街區範圍#                      |                      |

| #：以半透明顯示 |

| 行車道 行人道 隧道# 水體         | 綠化區 海洋 — 海岸線 |
| 建築物/地點 建築物/地點 (附名字) |                      |
| 本街區範圍#                      |                      |

| #：以半透明顯示 |

| 北 ↑                                                                              |
| ■ 花地瑪堂區 ■ 聖安多尼堂區 ■ 望德堂區 ■ 風順堂區 ■ 大堂區 ■ 氹仔 ■ 路氹城 ■ 路環 |

| 行車道 行人道 隧道# 水體         | 綠化區 海洋 — 海岸線 |
| 建築物/地點 建築物/地點 (附名字) |                      |
| 本街區範圍#                      |                      |

| #：以半透明顯示 |

| 行車道 行人道 隧道# 水體         | 綠化區 海洋 — 海岸線 |
| 建築物/地點 建築物/地點 (附名字) |                      |
| 本街區範圍#                      |                      |

| #：以半透明顯示 |

| 北 ↑                                                                              |
| ■ 花地瑪堂區 ■ 聖安多尼堂區 ■ 望德堂區 ■ 風順堂區 ■ 大堂區 ■ 氹仔 ■ 路氹城 ■ 路環 |

| 行車道 行人道 隧道# 水體         | 綠化區 海洋 — 海岸線 |
| 建築物/地點 建築物/地點 (附名字) |                      |
| 本街區範圍#                      |                      |

| #：以半透明顯示 |

| 行車道 行人道 隧道# 水體         | 綠化區 海洋 — 海岸線 |
| 建築物/地點 建築物/地點 (附名字) |                      |
| 本街區範圍#                      |                      |

| #：以半透明顯示 |

| 北 ↑                                                                              |
| ■ 花地瑪堂區 ■ 聖安多尼堂區 ■ 望德堂區 ■ 風順堂區 ■ 大堂區 ■ 氹仔 ■ 路氹城 ■ 路環 |

| 行車道 行人道 隧道# 水體         | 綠化區 海洋 — 海岸線 |
| 建築物/地點 建築物/地點 (附名字) |                      |
| 本街區範圍#                      |                      |

| #：以半透明顯示 |

| 行車道 行人道 隧道# 水體         | 綠化區 海洋 — 海岸線 |
| 建築物/地點 建築物/地點 (附名字) |                      |
| 本街區範圍#                      |                      |

| #：以半透明顯示 |

| 北 ↑                                                                              |
| ■ 花地瑪堂區 ■ 聖安多尼堂區 ■ 望德堂區 ■ 風順堂區 ■ 大堂區 ■ 氹仔 ■ 路氹城 ■ 路環 |

| 行車道 行人道 隧道# 水體         | 綠化區 海洋 — 海岸線 |
| 建築物/地點 建築物/地點 (附名字) |                      |
| 本街區範圍#                      |                      |

| #：以半透明顯示 |

| 行車道 行人道 隧道# 水體         | 綠化區 海洋 — 海岸線 |
| 建築物/地點 建築物/地點 (附名字) |                      |
| 本街區範圍#                      |                      |

| #：以半透明顯示 |

| 北 ↑                                                                              |
| ■ 花地瑪堂區 ■ 聖安多尼堂區 ■ 望德堂區 ■ 風順堂區 ■ 大堂區 ■ 氹仔 ■ 路氹城 ■ 路環 |

| 行車道 行人道 隧道# 水體         | 綠化區 海洋 — 海岸線 |
| 建築物/地點 建築物/地點 (附名字) |                      |
| 本街區範圍#                      |                      |

| #：以半透明顯示 |

| 行車道 行人道 隧道# 水體         | 綠化區 海洋 — 海岸線 |
| 建築物/地點 建築物/地點 (附名字) |                      |
| 本街區範圍#                      |                      |

| #：以半透明顯示 |

雀仔園坊（葡萄牙語：Bairro Horta da Mitra）位於澳門半島中部、東望洋山南段以西，即今水坑尾街、崗陵街與東望洋新街之間，是一個依着山坡的街區，最高與最低點的海拔高度相差達15米。此坊在開闢之前原是一個樹林，葡人打獵常捕獲雀鳥，故有「雀仔園」之稱。清同治年間，澳葡政府將崗林砍伐，並在原地規劃成方格狀街區、建立墟市，雀仔園坊自此設立，是澳葡政府首個在澳開坊的項目。此後當局更在坊內撥地建造土地廟，每年土地神誕日，坊內均舉行賀誕活動。雖然這個坊區被稱為「雀仔園」，但坊內並沒有任何街道是以「雀仔園」為名的。第三屆澳門行政長官崔世安，其家族曾居住於此坊，而崔世安也是在這裏出生。

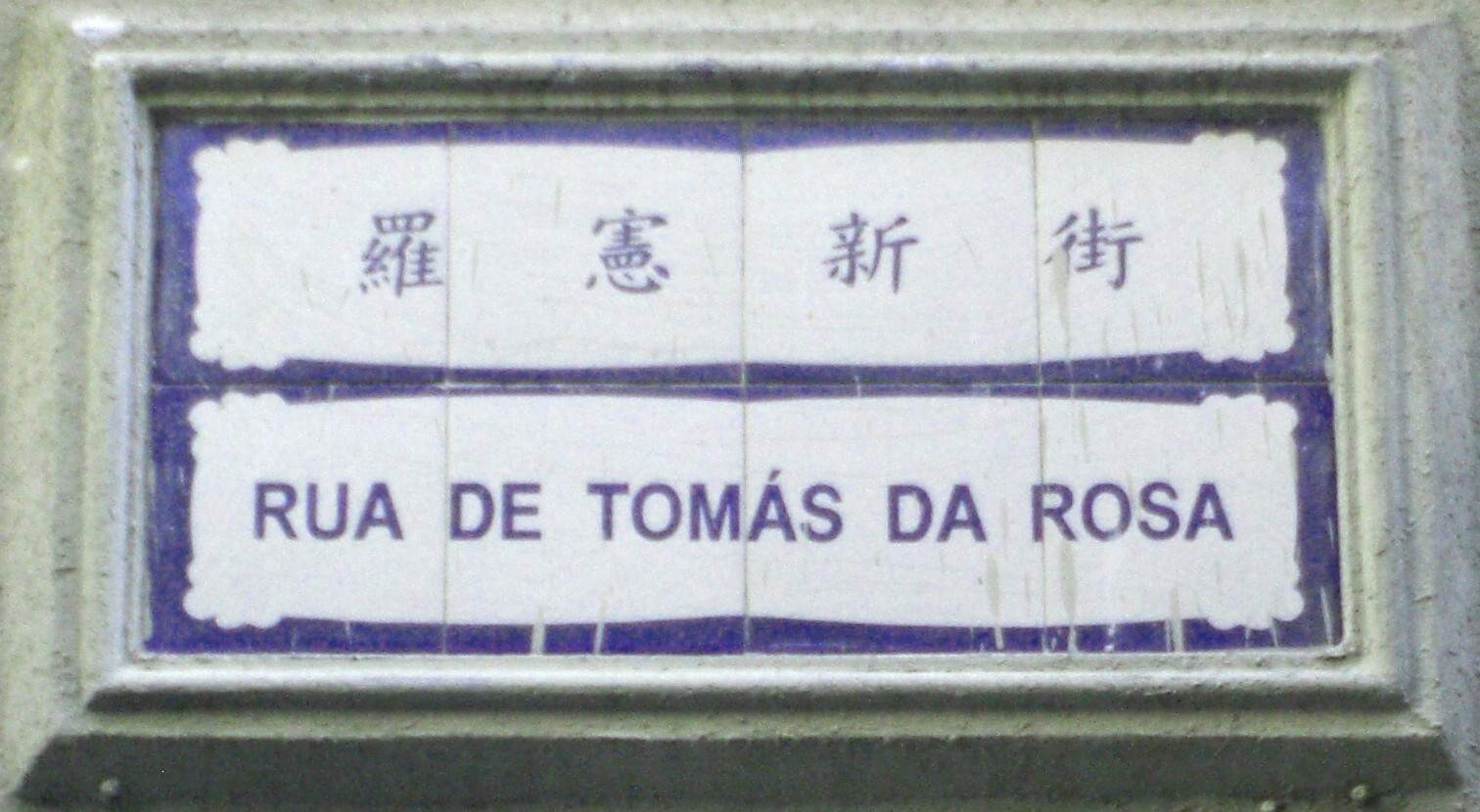
羅憲新街之街名路牌

## 歷史沿革

### 源起

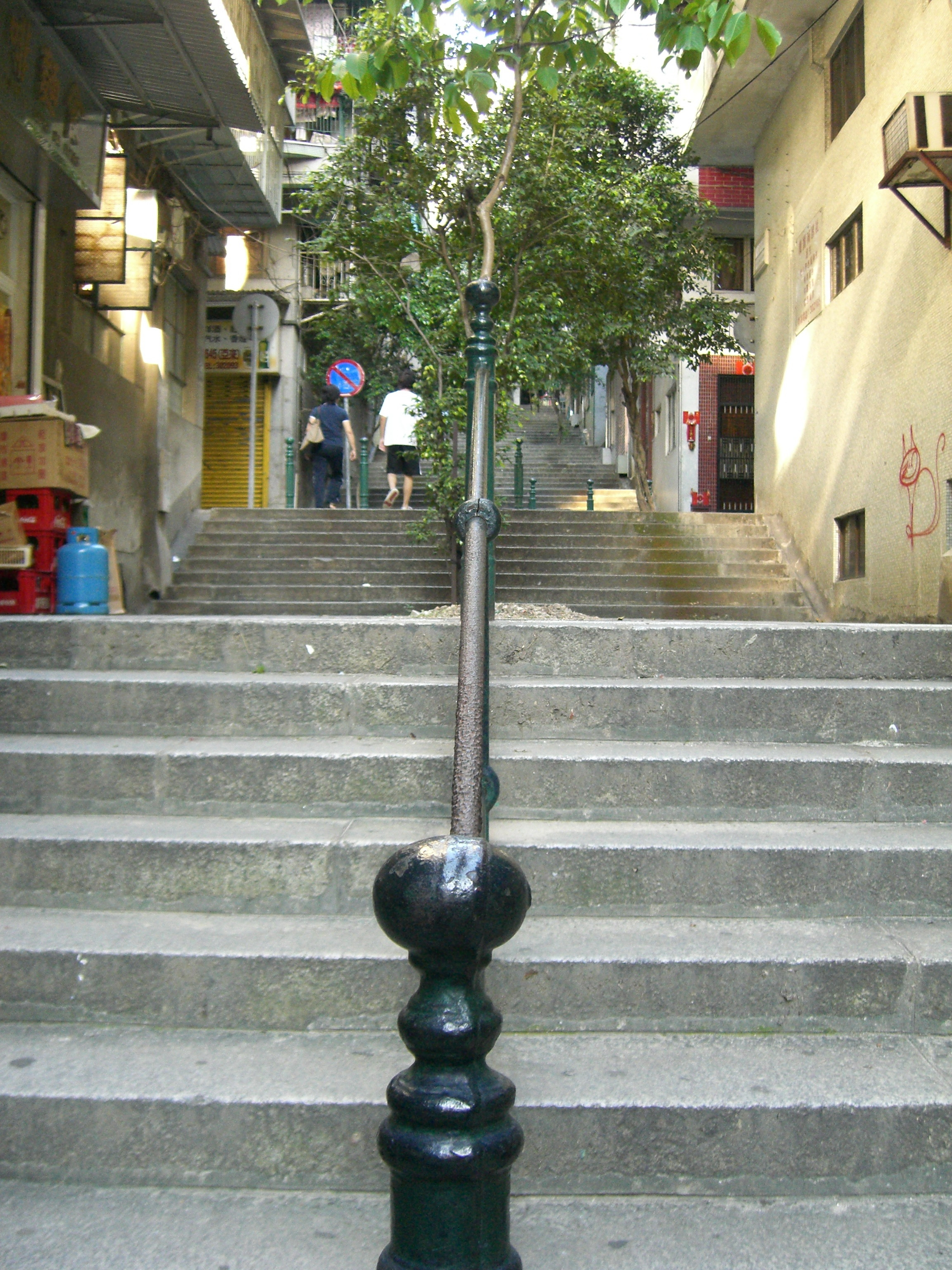
羅憲新街

雀仔園坊的位置起初原是東望洋山南麓的一個茂密的樹林，依山向西北斜落，東北側有城牆，屬澳門舊城內之邊緣地區。大約在今雀仔園坊東北、馬大臣街與柯高街之間的位置，當時已有一座「福德祠」（土地廟）廟宇。而在西面的水坑尾坊，在明朝天啟年間（1621年－1627年）成為了葡萄牙人其中一個在澳門的聚居點；由於當時住在水坑尾的葡萄牙人喜歡到這個樹林打獵，每次打獵都有所獲，故他們以為這個樹林是雀鳥的巢穴，而將此一樹林稱之為「雀仔園」。

後來有一名中國富商欲在雀仔園興建山墳，但遭到住在水坑尾坊的葡萄牙商人反對，這些商人並聯合向澳葡政府施壓，要求政府「視雀仔園為水坑尾的花園獵苑」；結果澳葡政府不批准該名中國富商開山，使雀仔園未能成為一個墓地。

### 砍伐及開坊

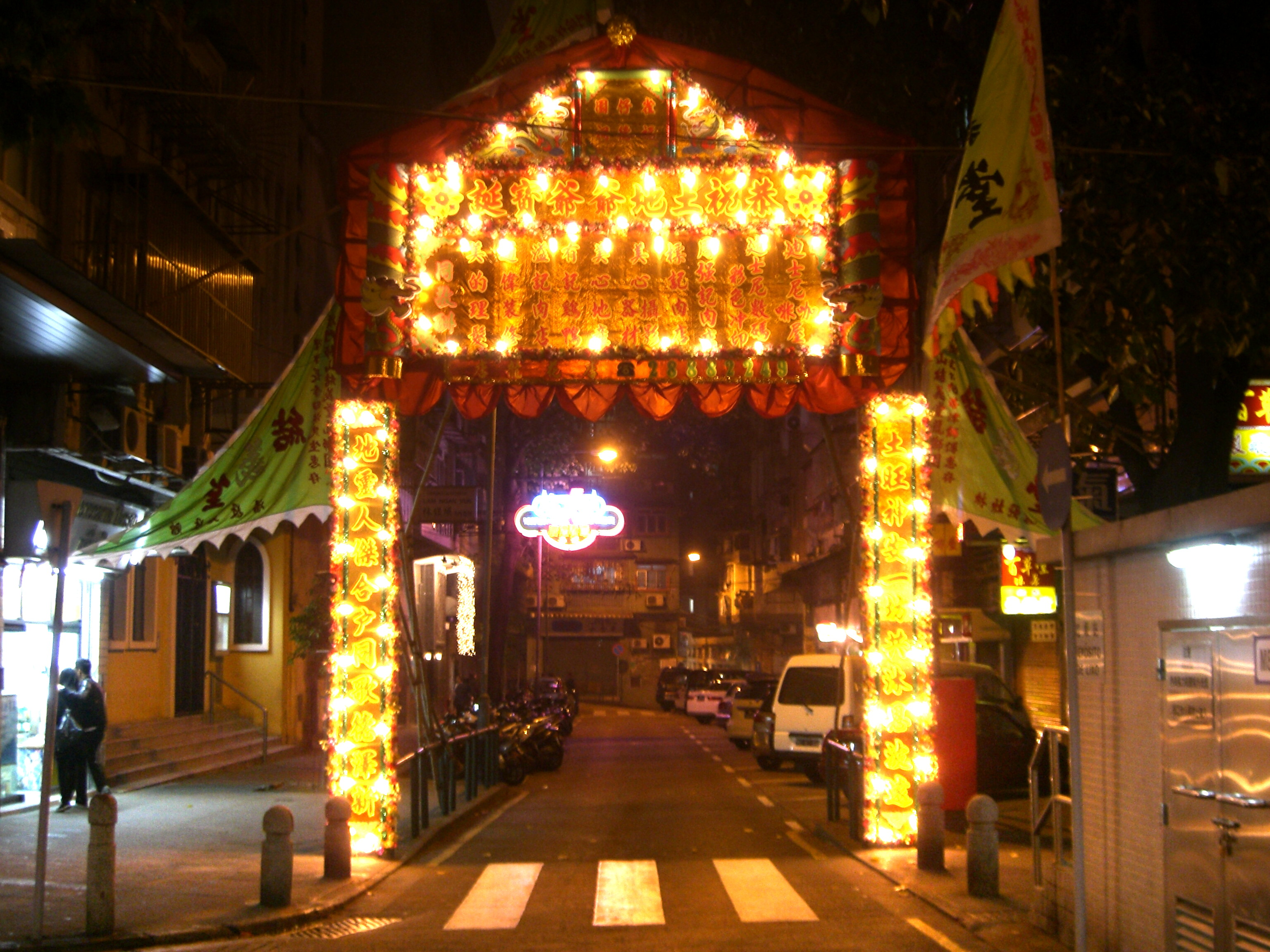
馬大臣街

清同治二年（1863年），澳葡政府為拓展市區，將雀仔園的樹林砍伐，並在原地上規劃街道、興建平房，成為了雀仔園坊；同時又把雀仔園坊東北的城牆拆去，與東北面的蕉園圍坊連接。這次也是澳葡政府第一次在澳門進行坊區開闢。

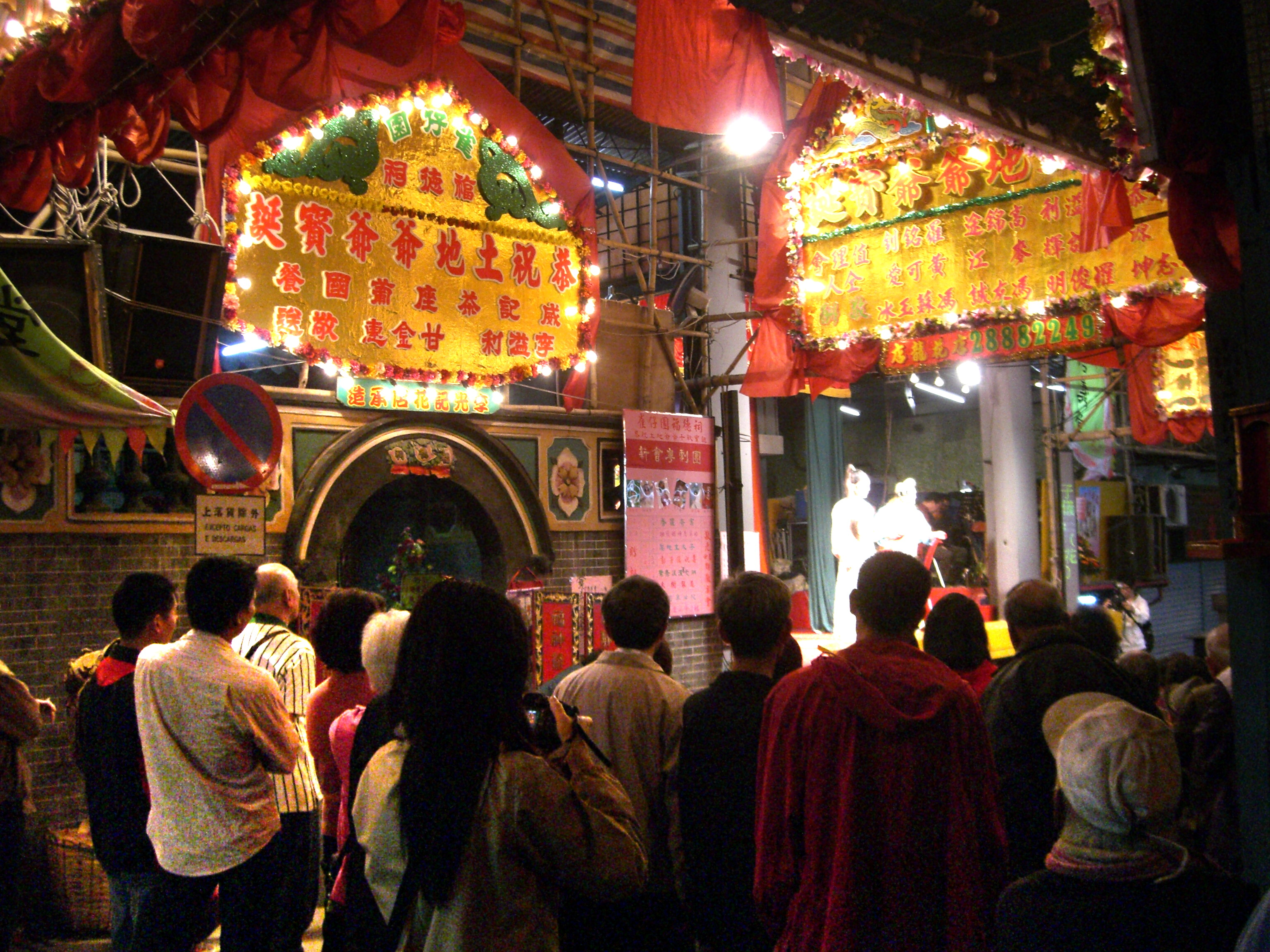
土地誕期間的雀仔園福德祠

由於當時有為數不少的華人在附近的水坑尾和南灣替葡人工作，為方便上班，故雀仔園坊在成立初期時這些華人多選擇在這裏定居。及後遷到此坊居住的人越來越多，從而使雀仔園坊成為了一個平民坊區。清光緒八年（1882年），澳葡政府計劃修築一條道路連接雀仔園坊和二龍喉馬路（即今東望洋街），但這涉及到原有「福德祠」的地段，故當局便將今天的馬大臣街與羅憲新街交界處以西的土地批出，作為興建新的「雀仔園福德祠」。後來在1883年，時任澳門總督湯馬士·羅沙，下令將雀仔園福德祠所在的街道修整為石階梯路。當時一些華人富商認為羅沙總督此舉方便了雀仔園坊的居民，故向澳門市政廳提議將此石階路以羅沙總督來命名；至1887年1月20日當局刊登憲報，將此石階路命名為「羅憲新街（Rua de Tomás da Rosa）」，而同時也為雀仔園坊內其他多條街道作出官方命名。
清光緒十二年（1886年）中旬，雀仔園福德祠建成。此後每年農曆二月初二（土地神誕日），在福德祠旁均會舉行神功戲和搶炮活動來賀誕，坊內一些民眾在此期間組成數支舞獅會（時人稱他們為「雀仔園仔」），出隊參加搶炮活動。賀誕活動一直每年舉行至1966年，當年年中中國大陸爆發文化大革命，這使翌年雀仔園福德祠停止了一切的賀誕活動；至1979年神功戲才得以恢復，至今仍每年舉行。
2020年1月底，因應湖北武漢爆發新型肺炎疫情加上澳門有境外輸入個案和本地感染個案，原定於農曆二月舉行的賀誕活動包括神功戲取消舉行。其後因疫情關係，2022年的賀誕活動取消神功戲和敬老宴，原有賀誕活動規模縮小並維持舉行。

### 墟市及改建街市至今

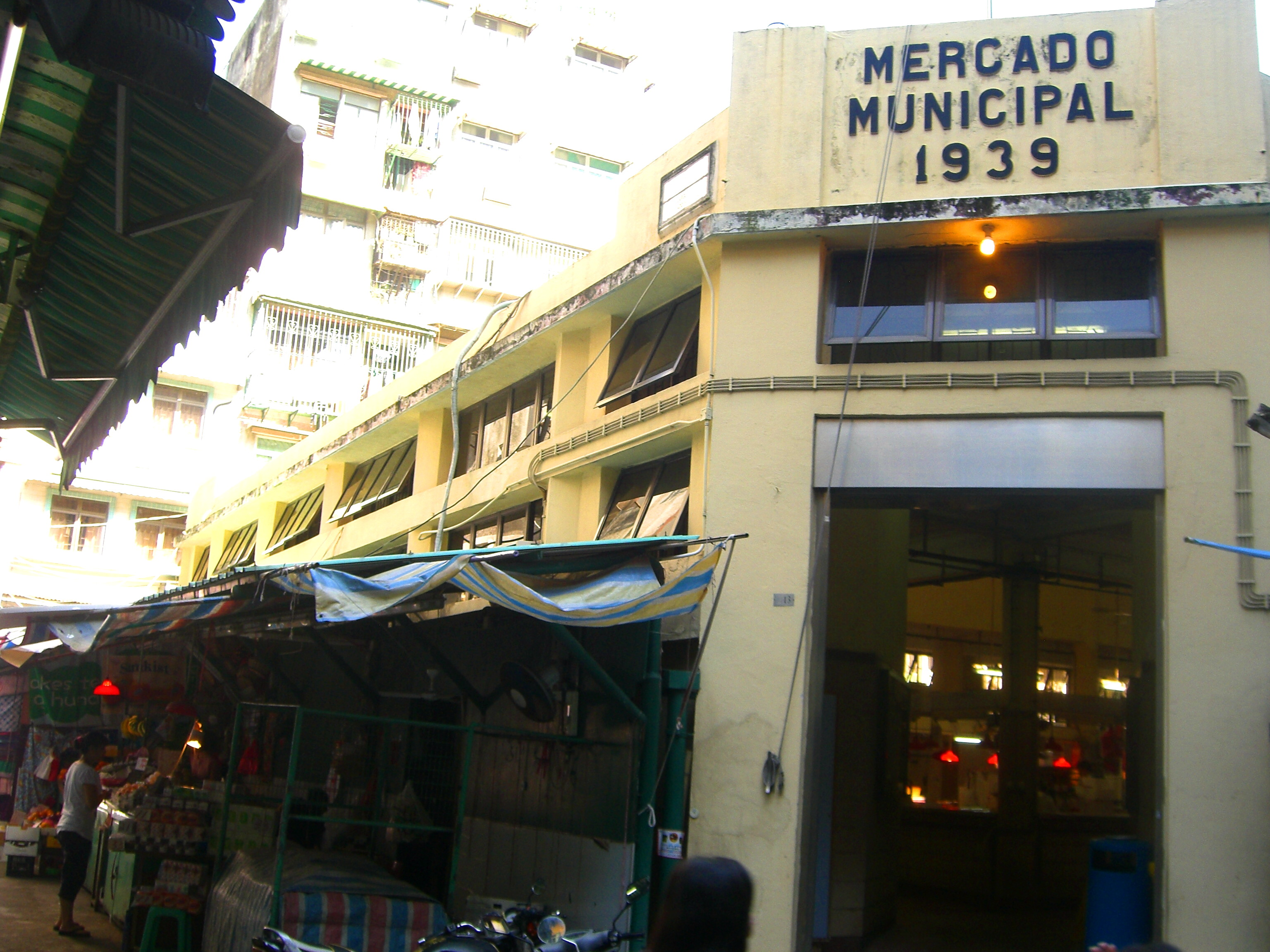
公局市前地及雀仔園街市

澳葡政府在開坊的同時，也在坊區內建立起露天墟市，位置在今公局市前地，由木材棚架搭建而成，結構簡陋並分為兩座；內裏則滿是小販攤檔，售賣各種海產、肉類和蔬果。後來當局更重視市場管理，將各小販攤檔開標競投，並允許在棚內出售其他貨品，故吸引了更多人前來做生意。之後當局更把兩座墟市建築合為一座大棚屋，頂部鋪砌紅色瓦片，地下則鋪上石板。日間時份為小販攤檔擺賣，夜間則為賣藝人士開檔表演，場面熱鬧。但隨着時間飛逝，木材結構的棚屋漸漸變得殘破，故在1939年將原有的墟市拆卸，原地重建一座西洋式單層菜市場，並命名為「雀仔園街市」。

此後坊內的平房逐漸被拆，陸續興建為現時的民房住宅大廈。

## 坊區規劃之範本

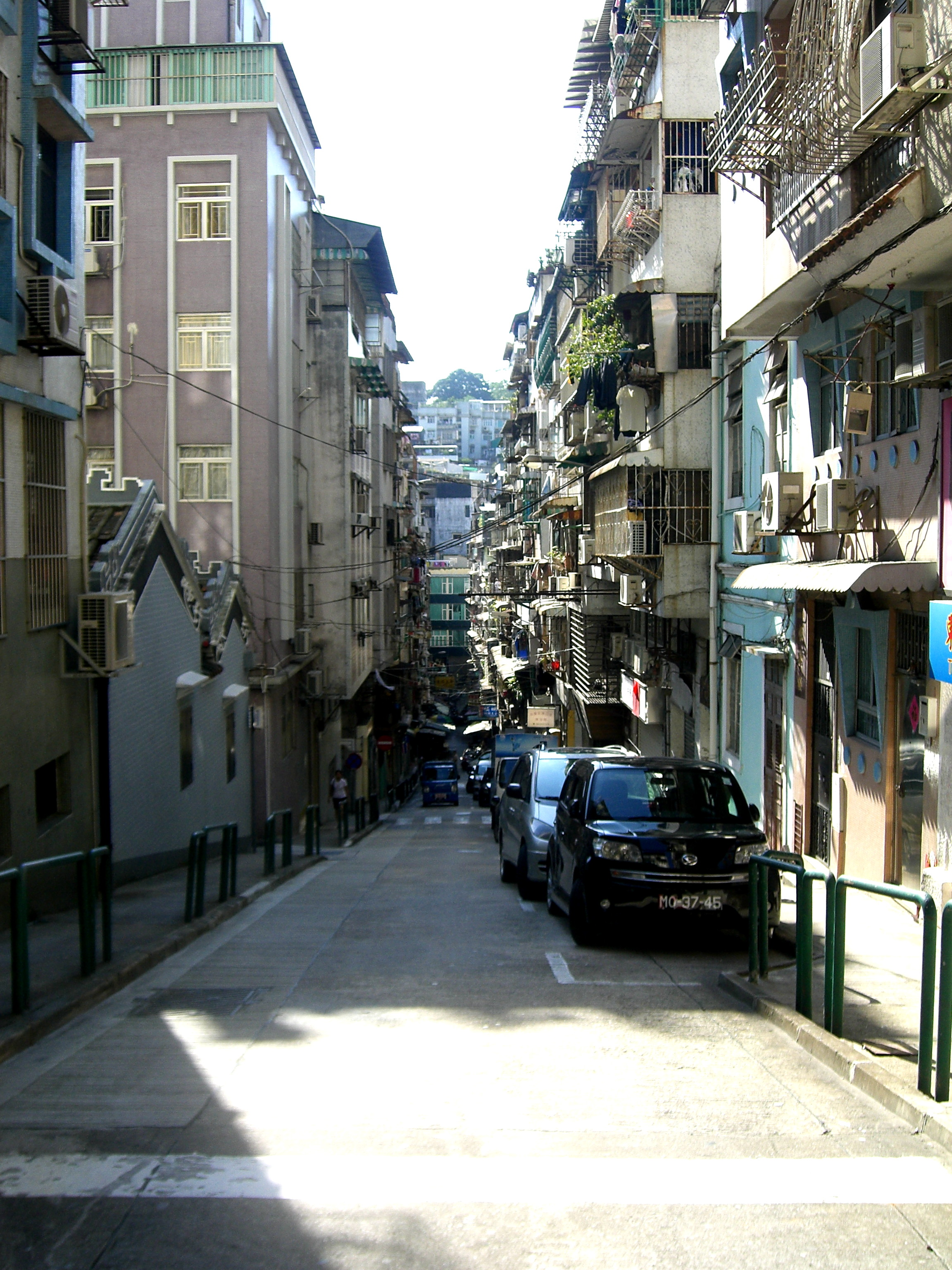
崗陵街

雀仔園坊是澳葡當局第一個開闢的坊區，在開坊時均把街道規劃成方格狀，使雀仔園坊成為當時全澳門最筆直整齊的街區，且便於管理。往後有關當局在開闢新坊區諸如望德堂坊、祐漢新村等時，均參照了雀仔園坊的方格狀來規劃街道。

## 組成街道

### 現存
崗陵街（又名：荒字巷）
位於雀仔園東北邊。全長約155米，闊約7米。它的西北端由水坑尾街起，沿途與柯高街、馬大臣街、公局市場巷、高冠街等相交，東南端至東望洋新街止。官方命名於1869年7月26日。此街由柯高街至東望洋新街、靠西南邊的一段屬於雀仔園範圍。
相傳曾有一名「豬仔」（賣身出國的華工）將賣身得來的錢分別到兩家字花檔押注，且兩次均全注押「荒」字，結果兩次均押中，贏得大筆金錢，便即贖身並在崗陵街定居。每逢人們行經他的寓所，均會對他的遭遇議論紛紛，後來人們更將崗陵街直稱為「荒字巷」。
愕街

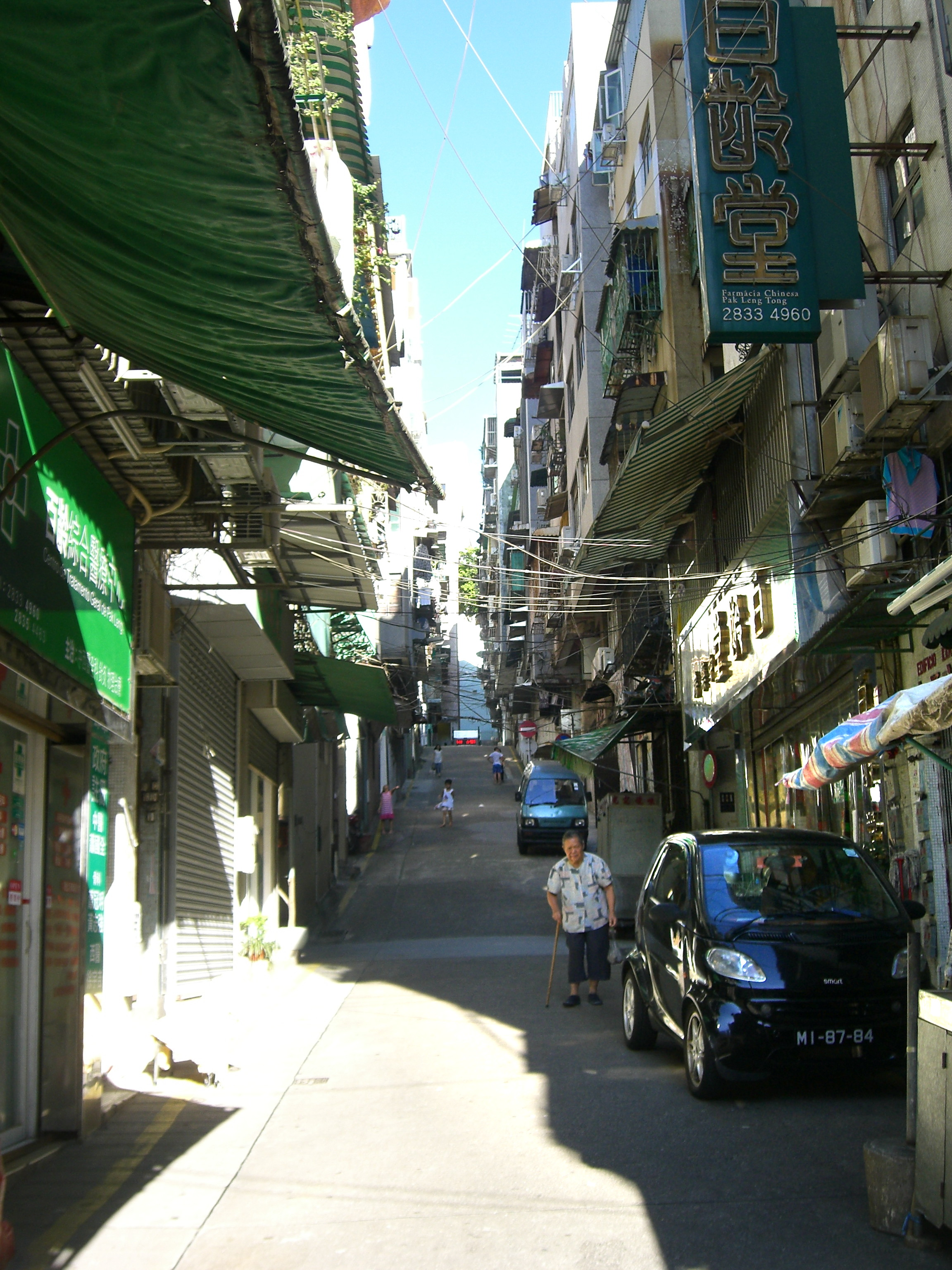
愕街

地處崗陵街以西南。全長約91米，闊約6米。西北端在馬大臣街，向東南伸展與公局市場巷、水榕樹巷、高冠街、白灰街相交，至東望洋新街止並連接愕斜巷。官方命名於1905年10月28日。
羅憲新街
地處愕街的西南面。西北端在水坑尾街正對鴨巷，向東南延伸與柯高街、馬大臣街、公局市場巷、高冠街等相交至東望洋新街為止。全長約147米，闊約6米。官方決議命名於1887年1月19日，翌日刊登憲報後開始使用。該街由柯高街至東望洋新街的一段屬於雀仔園範圍。羅憲新街是目前全澳門最多石階級的街道，共分為九截，每截各有八級石階，合共72級。
街道名稱中的「羅」字是指第92任澳門總督湯馬士·羅沙（Tomás de Sousa Rosa），他於1883年4月23日上任澳督，至1886年卸任。「憲」字則源於明清時中國人用作對上司的尊重。「羅憲」其實就是意指「羅沙總督大人」。
臘八街
位於羅憲新街的西南面。全長約87米，闊約6米。西北端由馬大臣街起，沿途與公局市場巷、高冠街、白灰街相交，東南端至東望洋新街止。與羅憲新街同日命名。
魯子高街
地處雀仔園西南邊，並與臘八街平行。長約90米，闊約6米。西北端接馬大臣街，向東南伸展與公局市場巷、水榕樹巷、高冠街、白灰街相交至東望洋新街為止。亦於1887年1月19日由官方命名。
街名中的「魯子高（Noronha）」實際所指的是何人何事並不詳。
柯高街

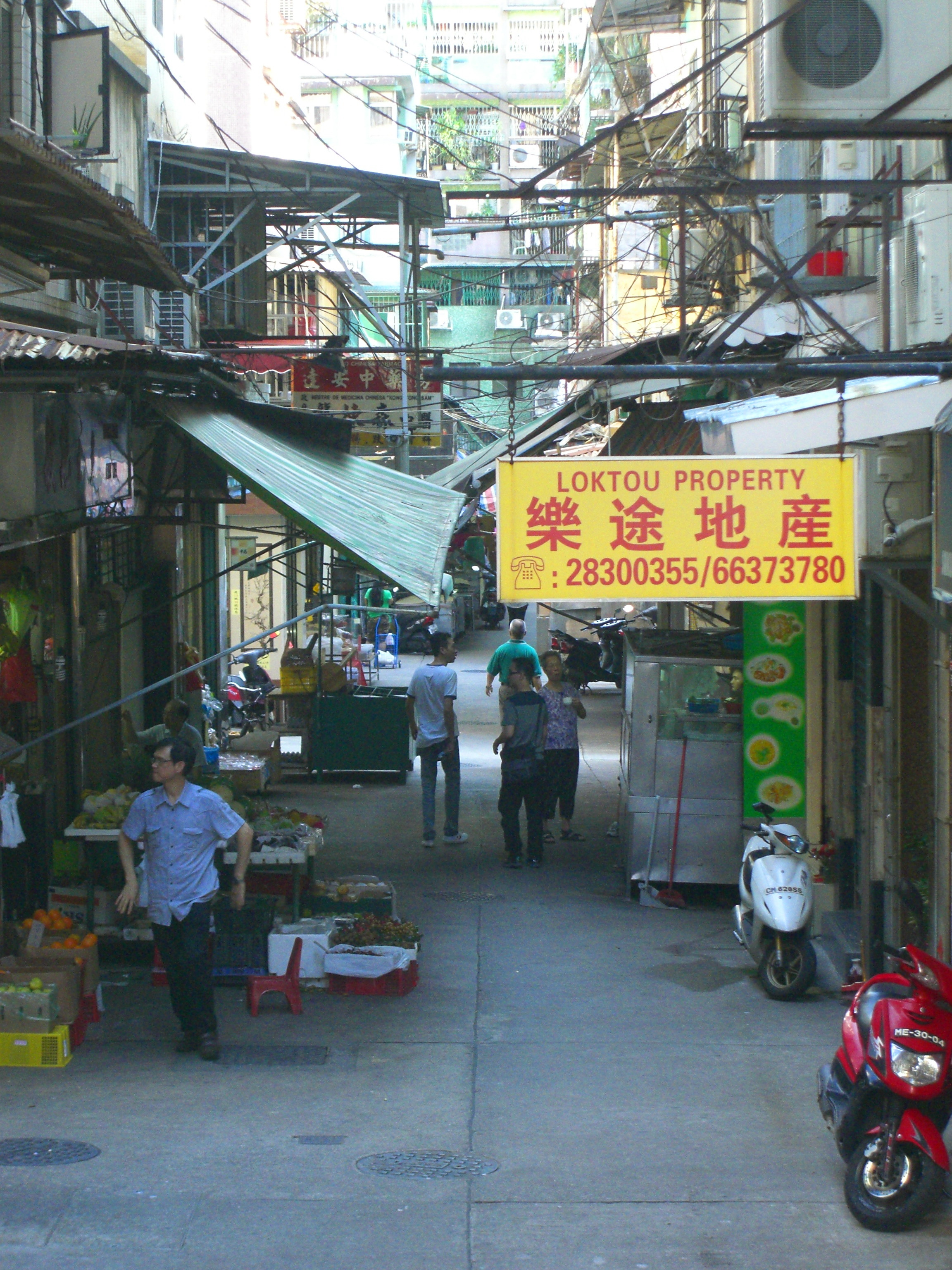
柯高街

全長約105米，闊約5米。位於雀仔園西北邊。東北端在東望洋街正對荷蘭園二馬路，向西南伸展與陳樂街、崗陵街、公局市前地相交，至羅憲新街為止。官方決議命名於1887年1月19日。這條街由崗陵街至羅憲新街的一段屬於雀仔園範圍。
街道名稱取自前澳門總督高士德（José Maria de Sousa Horta e Costa）的全名最後三個字，中文名稱「柯高」則是該字以澳葡官方的譯法並配以中國人姓名的文法來組合（「柯」取譯自，而「高」則取譯自）。高士德曾先後兩度出任澳督，分別於1894年至1897年出任第96任，以及1900年至1904年出任第98任。
馬大臣街
位於柯高街東南面。全長約130米，闊約5米。東北端由東望洋街與東望洋斜巷交界處開始，沿途與巴冷登街、崗陵街、愕街、羅憲新街、臘八街等相交，西南端接魯子高街。與柯高街同日命名。這條街由崗陵街至魯子高街的一段屬於雀仔園範圍。
街道名稱取自葡萄牙官員恩里克·馬楂度（Henrique de Macedo Pereira Coutinho），他生於1843年，曾在科英布拉大學做過數學與哲學教授，也任過葡國國務大臣和駐羅馬、馬德里等地的公使。
公局市前地
夾在柯高街與馬大臣街之間，並被雀仔園街市分成東北與西南兩部份，每部份各長約22米，各闊5米，並各設有小販攤檔。最早見於1905年由澳門市政廳出版的《澳門市街道名冊》中。
公局市場巷（又名：公局市橫巷、公局市橫街）

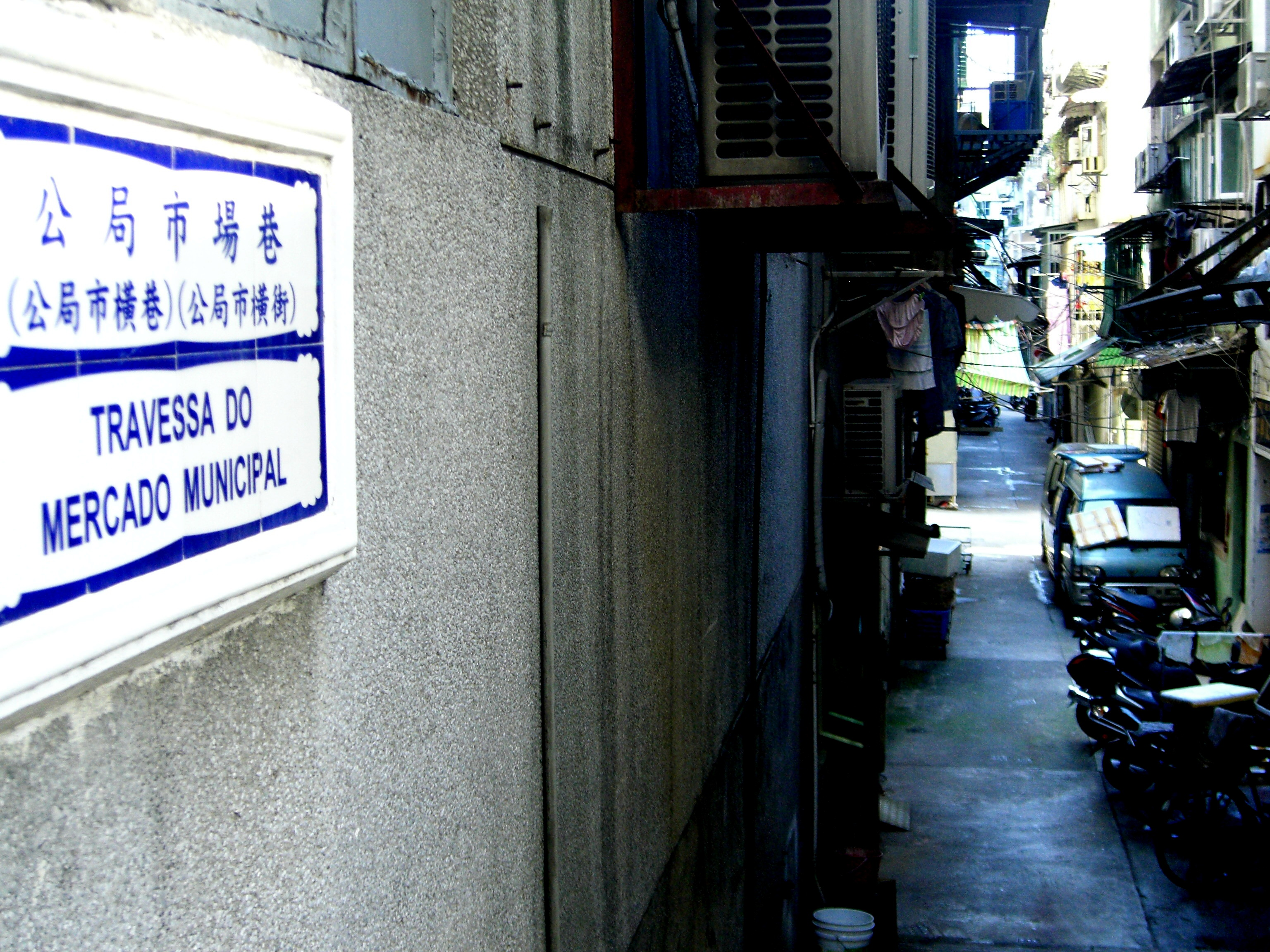
公局市場巷

地處馬大臣街東南面，這條巷的東北端在崗陵街起，沿途與愕街、羅憲新街、臘八街相交，西南端至魯子高街止。長約132米，闊約4米。官方決議命名於1887年1月19日。
水榕樹巷
此巷位於公局市橫巷與高冠街之間。它的東北端在崗陵街，而西南端在愕街。長約28米，闊約3米。官方命名於1869年7月26日。昔日此巷由兩段掘頭路組成，第一段入口開在崗陵街，向西南伸展無出口；第二段入口則開在愕街，同樣向西南延伸無出口。如今第一段掘頭路已被打通並連接崗陵街和愕街，而第二段則改為房屋。
高冠街

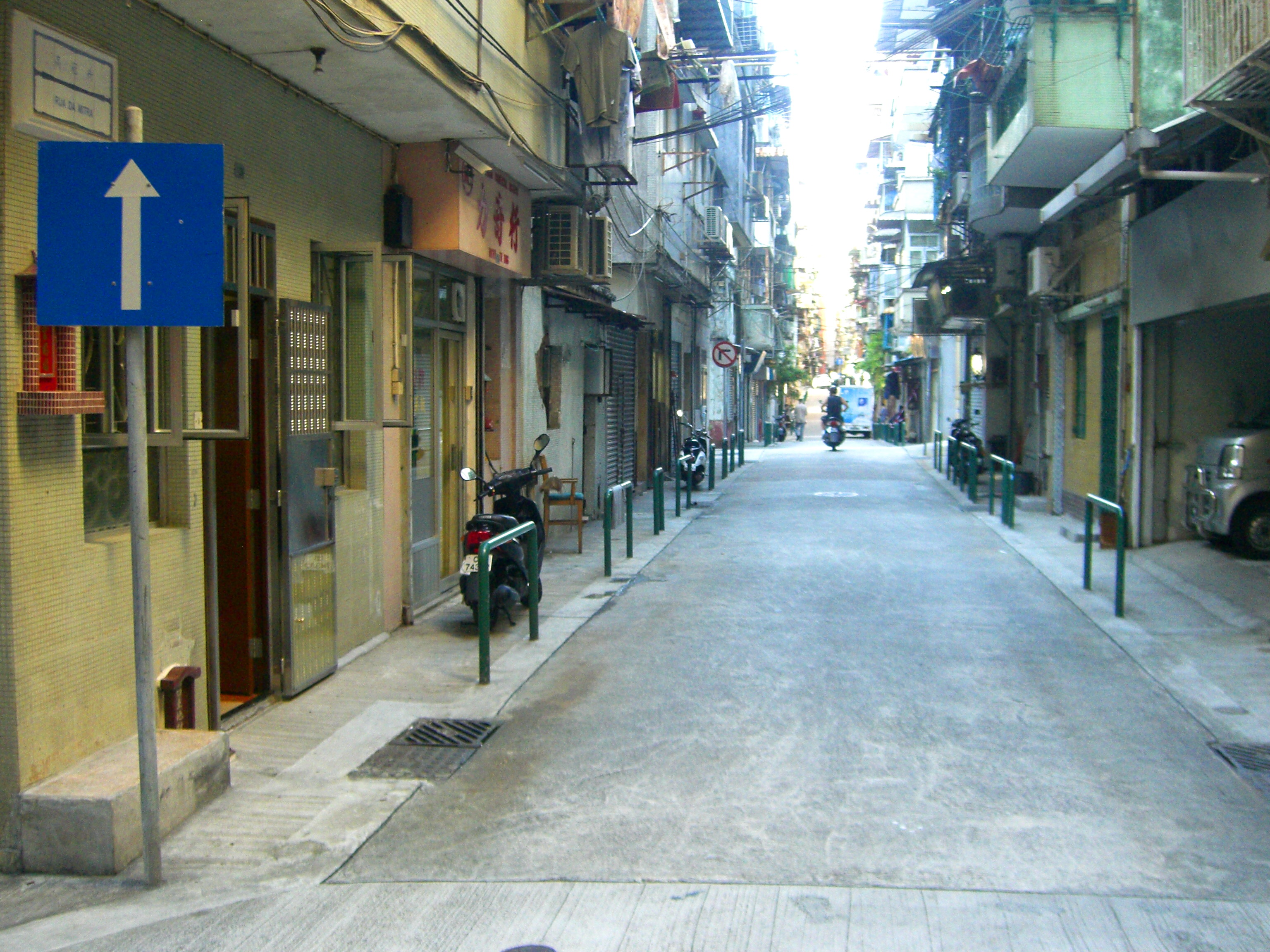
高冠街

全長約133米，闊約6米。位於公局市場巷東南面。東北端在崗陵街連接得勝街，向西南延伸至魯子高街為止。此街與公局市場巷同日命名。
「高冠（Mitra）」所指的是天主教高級神職人員所戴的禮冠。高冠街以前曾有一個市井別名，是為「高得街」，源於高冠街以前有一家名為「高得記」的彩票攤館，相傳這是坊內「地頭最好」攤館，曾為攤館負責人高德明賺取不少利潤。
白灰街
地處高冠街以東南。長約134米，闊約3米。西南端由魯子高街起，東北端至崗陵街止。1887年1月19日時此街被命名為「崗陵巷（Travessa da Colina）」，1889年4月1日當局決議改為今名，4月4日刊登憲報後實施。
街道名字源於此街曾有一家主要售賣白灰的裝修材料店，以前澳門中區的裝修材料大多由該店供應，然而該材料店今已不存。
東望洋新街

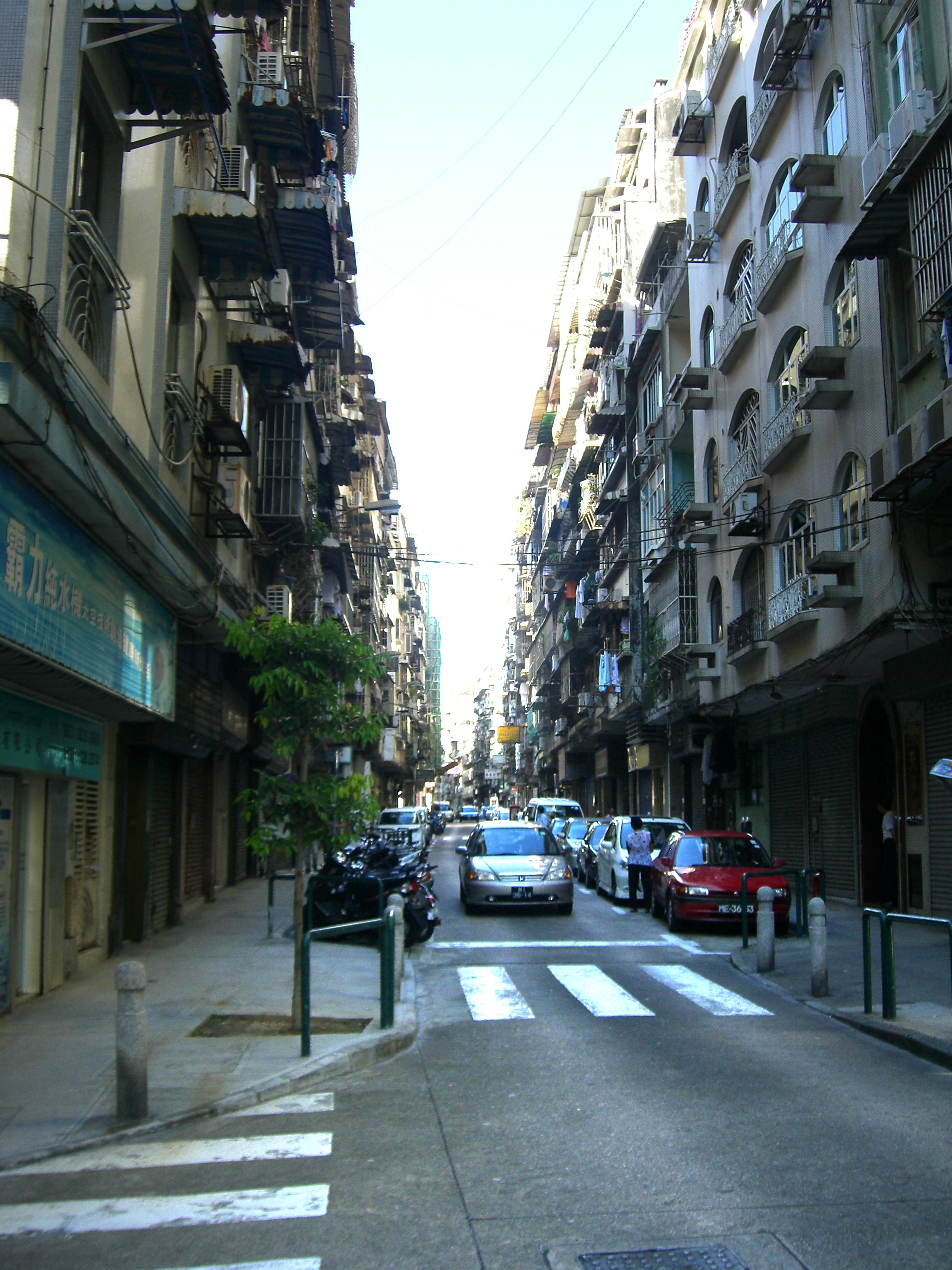
東望洋新街

地處雀仔園東南邊。全長約400米，闊約10米。它的東北端在東望洋斜巷連接得勝馬路，沿途與巴冷登街、崗陵街、愕街、羅憲新街、臘八街、魯子高街等相交，西南端在若憲馬路與兵營斜巷交界處連接加思欄後新馬路。這條街道最早見於1905年由澳門市政廳出版的《澳門市街道名冊》中。而其中由崗陵街至魯子高街之間、靠西北邊的一段屬於雀仔園範圍。

### 已消失
白志高街
此街在1893年1月7日的憲報中出現，位於高冠街與若憲馬路之間，但實際位置並不清楚。
街名所指的是葡萄牙人多明我·白志高（Domingos Clemente Pacheco），他在1897年曾任澳門市政議員。

## 區內地點

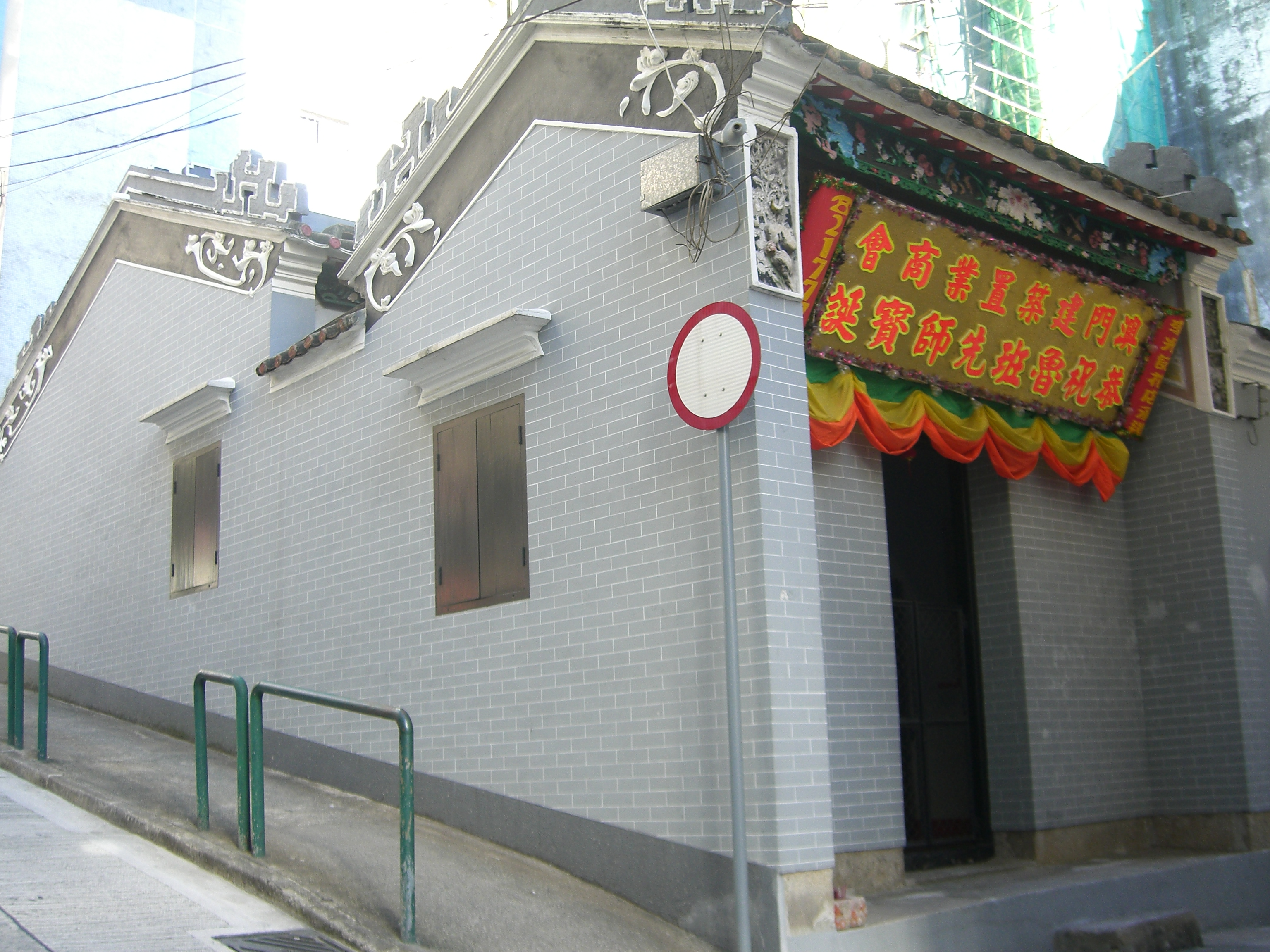
仁德堂公所

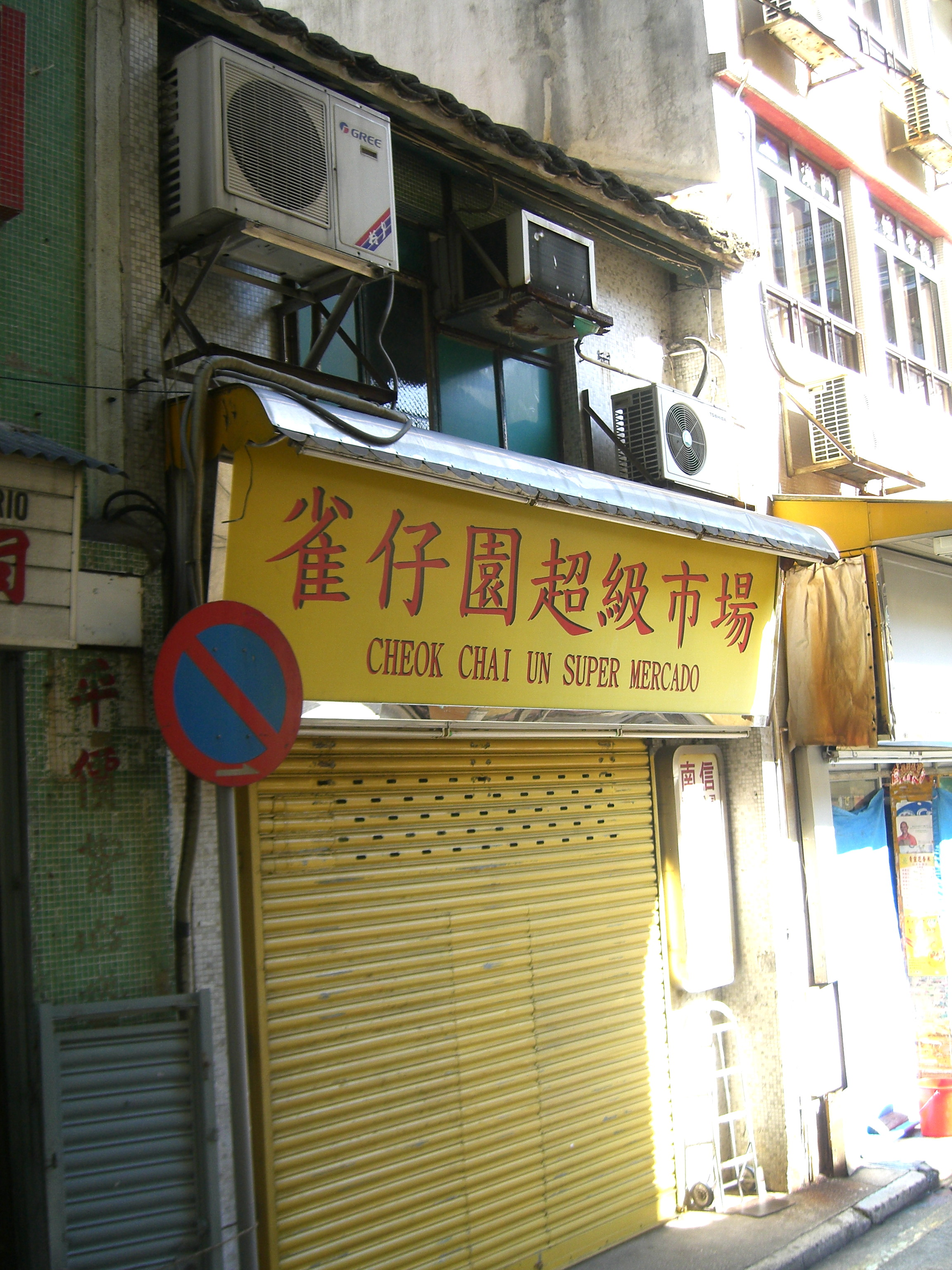
崔世安兒時所居住的地方——馬大臣街21號

- 雀仔園街市

被公局市前地、馬大臣街與柯高街包圍，前身為一座由木材搭建的墟市，1939年重建成現時的單層長形菜市場，佔地約615平方米，出入口分佈在四個角落，內裏攤檔則排成「回」字形。
- 雀仔園福德祠

位於羅憲新街與馬大臣街交界處西側，是為一座小型廟宇，1882年動工興建，1886年完成，內裏供奉土地神。右側為三層高的公所，其底層是一個舞台，為每年農曆二月初二上演神功戲所用，二樓和三樓則為辦公所用。2005年初進行重修，期間發現全澳門唯一一塊中葡雙語的廟宇碑石，紀念澳門總督羅沙對福德祠的貢獻。
- 仁德堂公所

地處崗陵街與白灰街交界處南側，是為一座石屋，分為三進。原建於清咸豐九年（1859年），由建築三行（木藝、搭棚、打石）及船廠等商家聯合創辦；清光緒九年（1883年）重建成現在的模樣，裏面設有魯班師傅殿，供奉魯班先師。
- 馬大臣街21號[註⁠ 6]

是一座樓高兩層磚屋，至少在1920年代時已經存在，原為崔世安父親崔德勝的物業，崔世安和其兄崔世昌也在此屋裏出生，兒時也是在這裏度過。及後崔家於1960年代遷出雀仔園。現址至今仍然存在，被一家超級市場所租用。

## 備註
1. ↑  是葡萄牙主要的姓氏用字，在歷任澳門總督中也有數位的姓氏是帶有的，諸如第4任的羅郎也（Manuel da Camara de Noronha；在任於1631年至1636年）、第5任的多明我（Domingos da Câmara de Noronha；在任於1636年至1638年）、第32任的晏多尼（António de Siqueira de Noronha；在任於1711年至1714年）。
2. ↑  通譯「奧爾塔」；澳葡將其譯為「柯打」，並只取首個音節——「柯」。
3. ↑  通譯「科斯塔」；澳葡將其譯為「高士德」，並只取首個音節——「高」。
4. ↑  葡文名稱意為「洗者若翰巷」。
5. ↑  按《澳門市街道及其它地方名冊》（1993年版）記載，又有另一條「白志高街」——1926年8月11日澳門市政廳召開市政會議，決定將盧廉若公園周邊附近的某一街道命名為「白志高街」，然而此街今也已不存在，實際位置也不清楚，但已知它是與高士德大馬路平行的。
6. ↑  該建築物沒有正式名稱。
7. ↑   註:

- 上文提及的有關街道的長度與寬度如無特別註明均透過澳門地圖繪製暨地籍局發行的軟件——澳門地圖通 的量度功能得出。